# گیرنده گابا B
گیرنده‌های گابا B یا GABAB گیرنده‌های جفت‌شونده با پروتئین G برای گاما آمینوبوتیریک اسید (GABA) هستند، بنابراین گیرنده‌های متابوتروپیک محسوب می‌شوند که از طریق پروتئین‌های G به کانال‌های پتاسیم متصل می‌شوند. گیرنده‌های GABAB در دستگاه عصبی مرکزی و بخش خودمختار دستگاه عصبی پیرامونی یافت می‌شوند.
این گیرنده‌ها برای اولین بار در سال ۱۹۸۱ نامگذاری شدند، زمانی که نقش آنها در دستگاه عصبی مرکزی مشخص شد. این کار توسط نورمن باووری و تیمش با استفاده از باکلوفن نشاندار شده رادیواکتیو انجام گرفت.

## لیگاندها

گابا

GHB

لزوگابران

### آگونیست‌ها
- گابا
- باکلوفن یک آنالوگ گابا است که به عنوان آگونیست انتخابی گیرنده‌های گابا B عمل می‌کند و به عنوان شل‌کننده عضلانی استفاده می‌شود. با این حال، می‌تواند Absence seizure را تشدید کند، بنابراین در صرع استفاده نمی‌شود.
- گاما-هیدروکسی‌بوتیرات (GHB)
- فنیبوت
- 4-Fluorophenibut
- ایزووالین
- ۳-آمینوپروپیل‌فسفینیک اسید
- لزوگابران
- SKF-97541: ۳-آمینوپروپیل (متیل) فسفینیک اسید، ۱۰ برابر قوی تر از باکلوفن به عنوان آگونیست گابا B، اما همچنین آنتاگونیست گابا C

CGP-7930

- CGP-44532

### تعدیل کننده‌های مثبت آلوستریک

فاکلوفن

SCH-50911

- CGP-7930[۴]
- BHFF
- فندیلین
- BHF-177[۵]
- BSPP
- GS-39783[۶]

### آنتاگونیست‌ها
- هوموتائورین[۷]
- جینسنوزیدها[۸]
- 2-OH-saclofen
- ساکلوفن
- فاکلوفن
- SCH-50911
- ۲-فن‌اتیل‌آمین
- CGP-35348
- CGP-52432: 3-([(3،۴-دی کلروفنیل)متیل]آمینو]پروپیل) دیتوکسی متیل) فسفینیک اسید، CAS# 139667-74-6
- CGP-55845: (2S)-3-([(1S)-1-(3،۴-دیکلروفنیل)اتیل]آمینو-۲-هیدروکسی پروپیل)(فنیل متیل) فسفینیک اسید، CAS# 149184-22-5
- SGS-742[۹][۱۰]

## همچنین ببینید
- گیرنده گابا
- گیرنده گابا A